# Militaria Antiqua
Militária Antíqua — российская книжная серия, выходящая в издательстве «Петербургское Востоковедение» с 2003 г. Первоначально соиздателем выступало московское издательство «Филоматис».

## Содержание и история появления серии
Книги серии «Militaria Antiqua» посвящены истории военного дела народов и государств Евразийского материка в древности и средневековье. При этом большинство изданных книг посвящено военному делу и военной истории древнего и средневекового Востока.
Серия «Militaria Antiqua» позиционируется издателями как научно-популярная, однако большинство изданных книг фактически представляют собой оригинальные научные исследования, являющиеся результатом многолетней научно-исследовательской работы авторов.
Идея серии принадлежит сотруднику Института истории материальной истории РАН В. П. Никонорову и сотруднику издательства «Петербургское Востоковедение» О. И. Трофимовой.

## Книги серии
С 2003 по 2011 гг. в серии вышло 14 книг:
- Худяков Ю. С. Сабля Багыра: Вооружение и военное искусство средневековых кыргызов / Отв. ред. В. П. Никоноров. — СПб.: Петербургское Востоковедение; М.: Филоматис, 2003. — 192 с. — (Militaria Antiqua, I). — 2000 экз. — ISBN 5-85803-238-9.
- Горончаровский В. А. Между Империей и варварами: Военное дело Боспора римского времени / Отв. ред. В. П. Никоноров. — СПб.: Петербургское Востоковедение; М.: Филоматис, 2003. — 224 с. — (Militaria Antiqua, II). — 2000 экз. — ISBN 5-85803-239-7.
- Рубцов С. М. Легионы Рима на Нижнем Дунае: Военная история римско-дакийских войн (конец I — начало II века нашей эры) / Отв. ред. В. П. Никоноров. — СПб.: Петербургское Востоковедение; М.: Филоматис, 2003. — 256 с. — (Militaria Antiqua, III). — 2000 экз. — ISBN 5-85803-240-0.
- Виноградов Ю. А. «Там закололся Митридат…»: Военная история Боспора Киммерийского в доримскую эпоху (VI—I вв. до н. э.) / Отв. ред. В. П. Никоноров. — СПб.: Петербургское Востоковедение; М.: Филоматис, 2004. — 208 с. — (Militaria Antiqua, IV). — 2000 экз. — ISBN 5-85803-262-1.
- Нефёдкин А. К. Под знаменем дракона: Военное дело сарматов во II до н. э. — V в. н. э. / Отв. ред. В. П. Никоноров. — СПб.: Петербургское Востоковедение, 2004. — 208 с. — (Militaria Antiqua, V). — 2000 экз. — ISBN 5-85803-261-3.
- Никоноров В. П., Худяков Ю. С. «Свистящие стрелы» Маодуня и «Марсов меч» Аттилы: Военное дело азиатских хунну и европейских гуннов / Отв. ред. В. П. Никоноров. — СПб.: Петербургское Востоковедение, 2004. — 320 с. — (Militaria Antiqua, VI). — 2000 экз. — ISBN 5-85803-278-6.
- Ветюков В. А. Меч, сокрытый в глубине вод: Военная традиция средневекового Вьетнама / Отв. ред. В. П. Никоноров. — СПб.: Петербургское Востоковедение, 2005. — 240 с. — (Militaria Antiqua, VII). — 2000 экз. — ISBN 5-85803-287-8.
- Мусин А. Е. Milites Christi Древней Руси: Воинская культура русского Средневековья в контексте религиозного менталитета / Отв. ред. В. П. Никоноров. — СПб.: Петербургское Востоковедение, 2005. — 368 с. — (Militaria Antiqua, VIII). — 2000 экз. — ISBN 5-85803-279-3.
- Виноградов Ю. А. Счастливый город в войне: Военная история Ольвии Понтийской (VI в. до н. э. - IV в. н. э.) / Отв. ред. В. П. Никоноров. — СПб.: Петербургское Востоковедение, 2006. — 256 с. — (Militaria Antiqua, IX). — 2000 экз. — ISBN 5-85803-335-0.
- Шувалов П. В. Секрет армии Юстиниана: Восточно-римская армия в 491—641 гг. / Отв. ред. В. П. Никоноров. — СПб.: Петербургское Востоковедение, 2006. — 304 с. — (Militaria Antiqua, X). — 2000 экз. — ISBN 5-85803-334-2.
- Худяков Ю. С. Золотая волчья голова на боевых знаменах: Оружие и войны древних тюрок в степях Евразии / Отв. ред. В. П. Никоноров. — СПб.: Петербургское Востоковедение, 2007. — 192 с. — (Militaria Antiqua, XI). — 2000 экз. — ISBN 5-85803-343-1.
- Дмитриев В. А. Всадники в сверкающей броне: Военное дело сасанидского Ирана и история римско-персидских войн / Отв. ред. В. П. Никоноров. — СПб.: Петербургское Востоковедение, 2008. — 368 с. — (Militaria Antiqua, XII). — 2000 экз. — ISBN 5-85803-338-7.
- Горончаровский В. А. Арена и кровь: Римские гладиаторы между жизнью и смертью / Отв. ред. В. П. Никоноров. — СПб.: Петербургское Востоковедение, 2009. — 256 с. — (Militaria Antiqua, XIII). — 2000 экз. — ISBN 978-5-85803-393-6.
- Горончаровский В. А. Спартаковская война: Восставшие рабы против римских легионов / Отв. ред. В. П. Никоноров. — СПб.: Петербургское Востоковедение, 2011. — 176 с. — (Militaria Antiqua, XIV). — 2000 экз. — ISBN 978-5-85803-428-5.

## Иллюстративный и справочный аппарат
Книги серии иллюстрированы черно-белыми рисунками и фотографиями, снабжены историческими картами, хронологическими таблицами, генеалогическими схемами, списками источников и литературы и другими справочными материалами.